# Hakoah Czerniowce
Hakoah Czerniowce (hebr.: מועדון הכדורגל הכח טשערנאװיץ, Moadon HaKaduregel Hakoah Czernowic) - żydowski klub piłkarski z siedzibą w Czerniowcach.

## Historia
Chronologia nazw:
- 1920—1925: Hakoah Czerniowce (niem. 1. Jüdischer Sport- und Turn-Verein Hakoah Czernowitz)
- 1925—1932: Hakoah Czerniowce (rum. Hakoah Cernăuți)

Piłkarska drużyna Hakoah Czerniowce została założona w Czerniowcach około 1920 roku. 11 marca 1925 roku w wyniku nowego rozporządzenia Komisji Okręgowej, wymagającej aby nazwa klub nie zawierała nazwy narodowości, klub skrócił nazwę do Hakoah Cernăuți. Zespół występował w lokalnych rozgrywkach Mistrzostw Bukowiny i jeden raz w Mistrzostwach Rumunii.
25 lutego 1932 klub wszedł do struktury klubu Maccabi Czerniowce, który w 1940 z przyjściem wojsk radzieckich został rozwiązany.

## Stadion
Do 1928 roku klub nie miał własnego stadionu. Hakoah rozgrywał swoje mecze domowe na Polskim Boisku, Jahnplatz, Makkabiplatz i Dragoș Vodă. Od wiosny 1928 Hakoah miał swoje boisko, ale nie został dopuszczony gry w pierwszej klasie mistrzostw. Ostatni mecz domowy rozegrał 8 listopada 1931 roku.

## Sukcesy
- ćwierćfinalista Mistrzostw Rumunii: 1926

## Inne
- Dowbusz Czerniowce
- Dragoș Vodă Czerniowce
- Jahn Czerniowce
- Maccabi Czerniowce
- Muncitorul Czerniowce